# Go back bubu
Go back bubu (고백부부?, Gobaek bubuLR), nota anche con il titolo internazionale Confession Couple o Go Back Couple, è una serie televisiva sudcoreana del 2017.

## Trama
Choi Ban-do e Ma Jin-joo, rispettivamente marito e moglie, si sono conosciuti ai tempi dell'università e poco dopo si sono sposati; giunti entrambi a trentotto anni e con un figlio piccolo, si accorgono di non avere realizzato alcuno dei loro sogni. Pensando inoltre che il marito l'abbia tradita, presa da un momento di rabbia e avendo compreso di non trovarsi più a suo agio con il coniuge, Ma Jin-joo chiede il divorzio.
Il giorno seguente, all'improvviso, i due si accorgono di avere nuovamente vent'anni e decidono di sfruttare questa "seconda possibilità" per rivoluzionare la propria vita. In particolare, Choi Ban-do cerca in ogni modo di evitare la moglie, salvo poi scoprire che anche lei è tornata indietro nel tempo; Ma Jin-joo vuole invece passare del tempo con la madre, morta prematuramente. Ma Jin-joo inizia tuttavia a chiedersi se il divorzio sia stata davvero la scelta giusta, soprattutto dopo aver scoperto che il marito non l'aveva mai tradita ma, anzi, aveva cercato sempre di starle vicino nei momenti difficili.